# Grenzlandtheater
Grenzlandtheater war in der Zeit des Nationalsozialismus die Bezeichnung für Theater, die gezielt in Städten in der Nähe der damaligen Reichsgrenzen neu errichtet oder einfach nur – ggf. nach mehr oder weniger intensiven Umbau- bzw. Renovierungsmaßnahmen – zu solchen umbenannt wurden. In Saarbrücken musste die Stadt einen Großteil der anfallenden Baukosten übernehmen, obwohl das dort neu erbaute Grenzlandtheater von der NS-Propaganda als „Geschenk des Führers“ tituliert wurde.

## Liste der Grenzlandtheater
(kein Anspruch auf Vollständigkeit!)
- „Grenzlandtheater Bautzen“
- Saarländisches Staatstheater
- „Grenzlandtheater Elbing“ (Ostpreußen)
- „Grenzlandtheater Flensburg“: Name seit 1933, heute Schleswig-Holsteinisches Landestheater
- „Grenzlandtheater Glogau“
- „Grenzlandtheater Görlitz“: fusioniert mit dem Zittauer Theater („Gerhart-Hauptmann-Theater“)
- „Grenzlandtheater Hof“: heute Stadttheater
- „Kärntner Grenzlandtheater“, Klagenfurt
- „Grenzlandtheater am Bodensee“, Konstanz
- „Grenzlandtheater Leonberg bei Altötting“ ?
- „Grenzlandtheater Leopoldschlag“
- „Grenzlandtheater Monschau“
- „Grenzlandtheater Obererzgebirge“ in Annaberg-Buchholz: errichtet 1892–1893 als „Neues Stadttheater“, Namensgebung „Grenzlandtheater“ 1933, bereits 1939 umbenannt in „Landestheater Obererzgebirge“, heute „Eduard-von-Winterstein-Theater“
- „Oberschlesisches Grenzlandtheater“, Ratibor
- „Grenzlandtheater Saarbrücken“ (auch „Gautheater Saarpfalz“ oder „Westmarktheater“ genannt): Neubau nach Entwürfen von „Hitlers Theaterarchitekt“ Paul Otto August Baumgarten. 1942 Zerstörungen durch Bombenangriff, nach Kriegsende verändert wiederaufgebaut, heute Saarländisches Staatstheater
- „Grenzlandtheater Schneidemühl (Landestheater)“
- „Grenzlandtheater Selb“
- „Grenzlandtheater Tilsit“: nach Renovierung des Stadttheaters im Jahre 1935/1936 Namensgebung „Grenzlandtheater“
- „Grenzlandtheater Trier“: Name seit 1937
- „Grenzlandtheater Waldhausen“
- „Grenzlandtheater Zittau“: erbaut 1935–1936 von Hermann Alker zusammen mit Alfred Hopp. Eröffnung am 27. September 1936 mit Webers „Der Freischütz“. Zur Eröffnung wurde eine eigene Medaille geprägt. Am 31. August 1944 wurde das Haus, wie alle Theater im Dritten Reich, kriegsbedingt geschlossen und erst nach Kriegsende wieder bespielt.[1]

Das „Grenzlandtheater Aachen“ (ursprünglich ein Zimmertheater) wurde erst 1950 vom Schauspieler Kurt Sieder gegründet und bekam seinen Namen erst 1962. Es hat trotz seines Namens nichts mit der Benennung von Theatern in der NS-Zeit zu tun.